# Hannibal (Schiff, 1898)
Die HMS Hannibal, benannt nach dem antiken Feldherrn Hannibal, war ein Einheitslinienschiff (engl. pre-dreadnought) der Majestic-Klasse, das in den 1890er-Jahren für die Royal Navy gebaut wurde.

## Geschichte
Die Hannibal wurde am 1. Mai 1894 im Pembroke Dock auf Kiel gelegt, am 28. April 1896 vom Stapel gelassen und am 10. Mai 1898 für den Einsatz in der Kanalflotte unter dem Kommando von Kapitän Sir Baldwin Wake Walker in Dienst gestellt. Am 2. Februar nahm sie an der Überführung des Leichnams von Königin Victoria von Cowes nach Portsmouth teil. Am 10. Mai 1902 wurde Walker durch Kapitän George Augustus Giffard ersetzt und am 16. August 1902 nahm sie an der Flottenschau in Spithead anlässlich der Krönung von König Edward VII. teil.
Anfang desselben Monats ertranken zwei Offiziere und ein Matrose der Hannibal bei einem Angelausflug vor Berehaven. Im September 1902 besuchte sie Nauplia und die Bucht von Souda. Am 17. Oktober 1903 kollidierte sie vor Ferrol, Spanien, mit ihrem Schwesterschiff HMS Prince George und wurde schwer beschädigt. Im Rahmen der Flottenumstrukturierung vom 1. Januar 1905 wurde die Kanalflotte in Atlantikflotte umbenannt, wodurch die Hannibal Teil der neuen Atlantic Fleet wurde. Am 28. Februar 1905 wurde die Hannibal in die neu etablierte Kanalflotte versetzt. Am 3. August wurde die Hannibal in Devonport abgemustert und einer Überholung unterzogen. Dabei wurden ihre Kessel umgerüstet, um Öl verbrennen zu können. Außerdem erhielt sie eine Feuerleitanlage für ihre Hauptbewaffnung.
Im Januar 1907 wurde die Hannibal für den Einsatz in der Kanalflotte in Dienst gestellt, wo sie die Ocean und dann die Dominion während deren Überholung ersetzte. Als die Dominion im Mai 1907 wieder in Dienst gestellt wurde, kehrte die Hannibal in die Reserve zurück, wo sie in zwei schwere Unfälle verwickelt war. Am 19. August 1909 lief sie in der Bucht von Babbacombe auf ein Riff und beschädigte ihren Rumpf und am 29. Oktober 1909 kollidierte sie mit dem Torpedoboot HMS TB 105, wobei sie selbst keinen Schaden erlitt, das Torpedoboot jedoch schwer beschädigt wurde. Im Juli 1907 wurde sie wieder in den aktiven Dienst genommen und der Portsmouth-Division der Heimatflotte zugeteilt. Von November 1911 bis März 1912 wurde sie in Devonport überholt.

### Erster Weltkrieg
Beim Beginn des Krieges wurde die Hannibal zusammen mit der Mars, Magnificent und Victorious als 9. Schlachtgeschwader zur Verteidigung der Ostküste vor Lincolnshire zusammengefasst. Am 7. August 1914 wurde das 9. Schlachtgeschwader wieder aufgelöst und die Hannibal nach Scapa Flow verlegt, wo sie als Wachschiff diente, bis sie am 20. Februar 1915 durch den geschützten Kreuzer Royal Arthur abgelöst wurde. Anschließend lief die Hannibal nach Dalmuir, wo sie bei ihrer Ankunft abgemustert wurde.
Zwischen März und April 1915 wurde die Bewaffnung bis auf vier 152-mm- und einige leichtere Geschütze entfernt. Am 9. September 1915 wurde die Hannibal in Greenock wieder in Dienst gestellt, um als Truppenschiff in der Schlacht von Gallipoli eingesetzt zu werden. Im November 1915 wurde die Hannibal als Depotschiff für Hilfspatrouillenboote in Alexandria, eingesetzt und unterstützte bis Juni 1919 sowohl die in Ägypten als auch die im Roten Meer eingesetzten Truppen. Im Januar wurde das Schiff in Alexandria ausgemustert und am 28. Januar an Montague Yates zum Abwracken verkauft.

## Technik

### Schiffsmaße
Die Hannibal hatte eine Länge von 128 m, eine Breite von 23 m und einen Tiefgang von 8,20 m. Sie verdrängte zwischen 15.220 t und 17.882 t. Das Schiff hatte einen Freibord von 7,60 m vorn, 5,26 m mittschiffs und 5,64 m achtern. Der Rumpf bestand aus 78 wasserdichten Abteilungen. Das Schiff hatte einen doppelten Boden und war mit zwei Masten ausgestattet. Die Besatzung bestand aus 672 Offizieren und Mannschaften.

### Antrieb
Der Antrieb bestand aus zwei Dreizylinder-Verbunddampfmaschinen, die jeweils eine Welle antrieben und insgesamt 10.000 Shp (7.500 kW) entwickelten, mit denen das Schiff eine Höchstgeschwindigkeit von 16 Knoten (30 km/h) erreichte. Der Dampf wurde von acht Großwasserraumkesseln geliefert. Das Schiff konnte maximal 1.930 t Kohle oder 508 t Heizöl mitführen, was ihm bei 10 Knoten (19 km/h) eine Reichweite von 7000 Seemeilen (12964 km) ermöglichte.

### Bewaffnung
Die Hauptbewaffnung bestand aus vier 305-mm-Hinterladerkanonen in zwei Geschütztürmen, einer vorn und einer achtern. Die Geschütze waren auf 187 t schweren Lafetten mit einem Seitenrichtbereich von −150 bis +150 Grad montiert. Die Kanonen selbst wogen 47 t und hatten bei einer maximalen Elevation von 13,5° und einer Mündungsgeschwindigkeit von 716 m/s eine Reichweite von 13.590 m. Sie verschossen 386 kg schwere Granaten mit einer Kadenz von etwa zwei Schuss pro Minute. Die Sekundärbewaffnung bestand aus zwölf 152-mm-Geschützen. Sie waren in Kasematten in zwei Geschützdecks mittschiffs untergebracht. Die Geschütze waren auf Lafetten mit einem Seitenrichtbereich von +30° bis +150° montiert. Die Kanonen selbst wogen 2,2 t und hatten bei einer maximalen Elevation von 20° und einer Mündungsgeschwindigkeit von 544 m/s eine Reichweite von 9.050 m. Sie verschossen 20,4 kg schwere Granaten mit einer Kadenz von etwa fünf bis sechs Schuss pro Minute. Außerdem trug sie sechzehn 76-mm- und zwölf 47-mm-Schnellfeuergeschütze zur Verteidigung gegen Torpedoboote. Darüber hinaus war sie mit fünf 457-mm-Torpedorohren ausgestattet, von denen vier auf der Breitseite im Schiffsrumpf eingelassen waren und das fünfte sich in einer auf dem Deck montierten Abschussvorrichtung am Heck befand.

### Panzerung
Der Panzergürtel bestand aus 229 mm starkem Harvey-Stahl. Er erstreckte sich über eine Länge von 67 m entlang des Rumpfes und bedeckte die Seite des Schiffes bis 1,68 m oberhalb und 2,90 m unterhalb der Wasserlinie. Der Gürtel war über die Barbetten durch ein 356 mm dickes Querschott vorn und ein 304 mm dickes Schott achtern verbunden. Das gepanzerte Deck, das sich zum Bug und zum Heck hin auf 64 mm reduzierte, war in der Mitte 76 mm dick und hatte 102 mm dicke, abgeschrägte Seiten, die an die Unterkante der Gürtelpanzerung anschlossen. Diese Anordnung sorgte dafür, dass jede Granate, die den Gürtel durchschlug, auch das Deck durchdringen musste, bevor sie die Hauptteile des Schiffes erreichen konnte. Die Barbetten waren oberhalb des gepanzerten Decks mit 355 mm Panzerung geschützt und unterhalb mit 178 mm. Die Geschütztürme der 305-mm-Geschütze waren an der Front 254 mm und an den Seiten 140 mm dick. Auf der Rückseite hatte die Panzerung 100 mm und auf dem Dach eine Stärke von 50 mm. Die Kasematten der 152-mm-Geschütze waren an der Front 152 mm und an den Seiten 50 mm stark. Das hintere Torpedorohr war mit einem 152 mm dicken Mantel abgedeckt. Der vordere Kommandoturm war vorne und an den Seiten mit 355 mm und auf der Rückseite mit 254 mm Panzerplatten geschützt. Der hintere Kommandoturm war rundherum mit 76 mm Panzerung versehen.